# Neohelota dohertyi
Neohelota dohertyi is een keversoort uit de familie Helotidae. De wetenschappelijke naam van de soort is voor het eerst geldig gepubliceerd in 1891 door Ritsema.